# Eucopia australis
Eucopia australis är en kräftdjursart som beskrevs av James Dwight Dana 1852. Eucopia australis ingår i släktet Eucopia och familjen Eucopiidae. Inga underarter finns listade i Catalogue of Life.